# Альпійські чагарники та луки Тибету

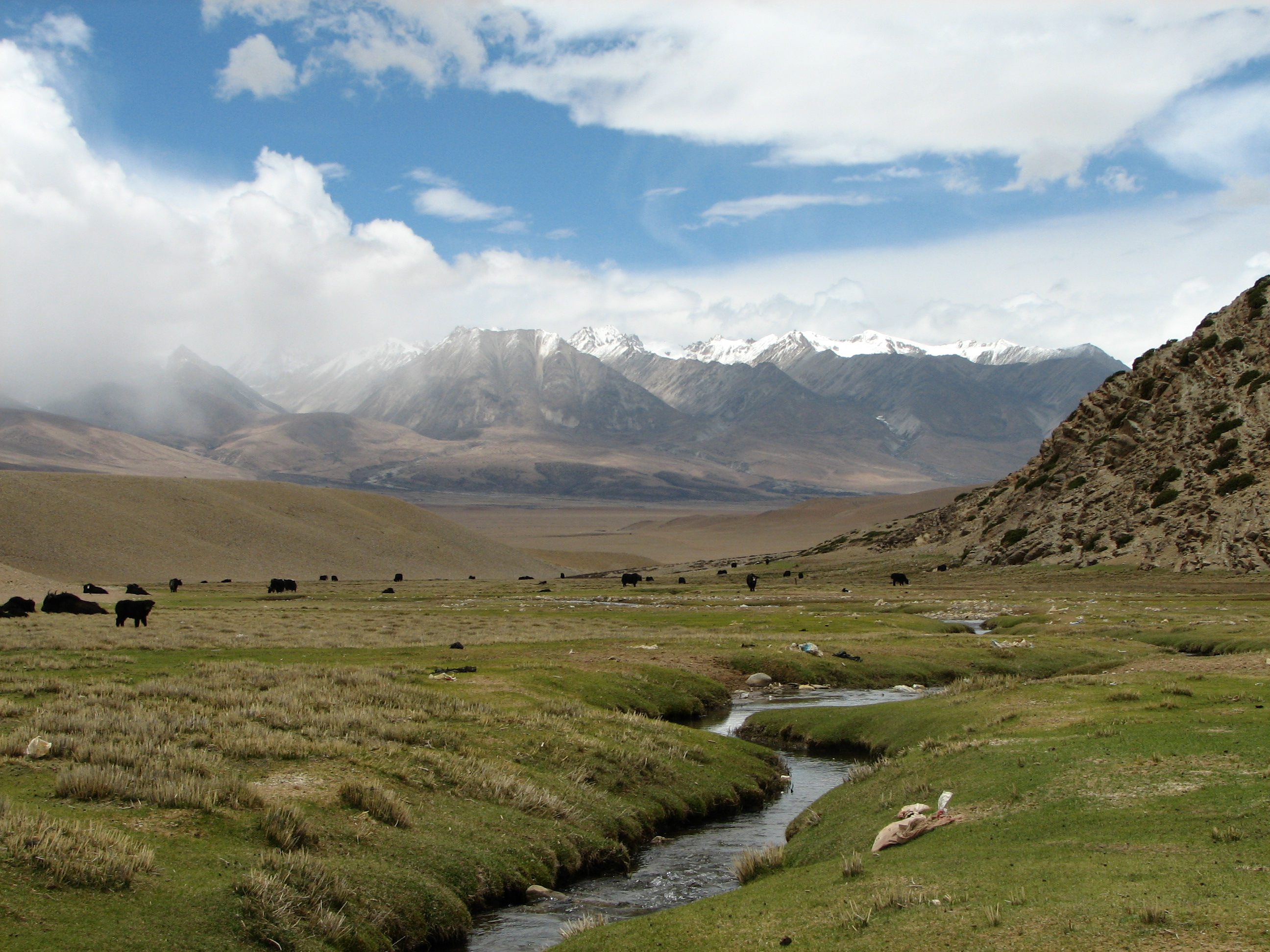
Долина річки Янбаджайн в повіті Дамшунг

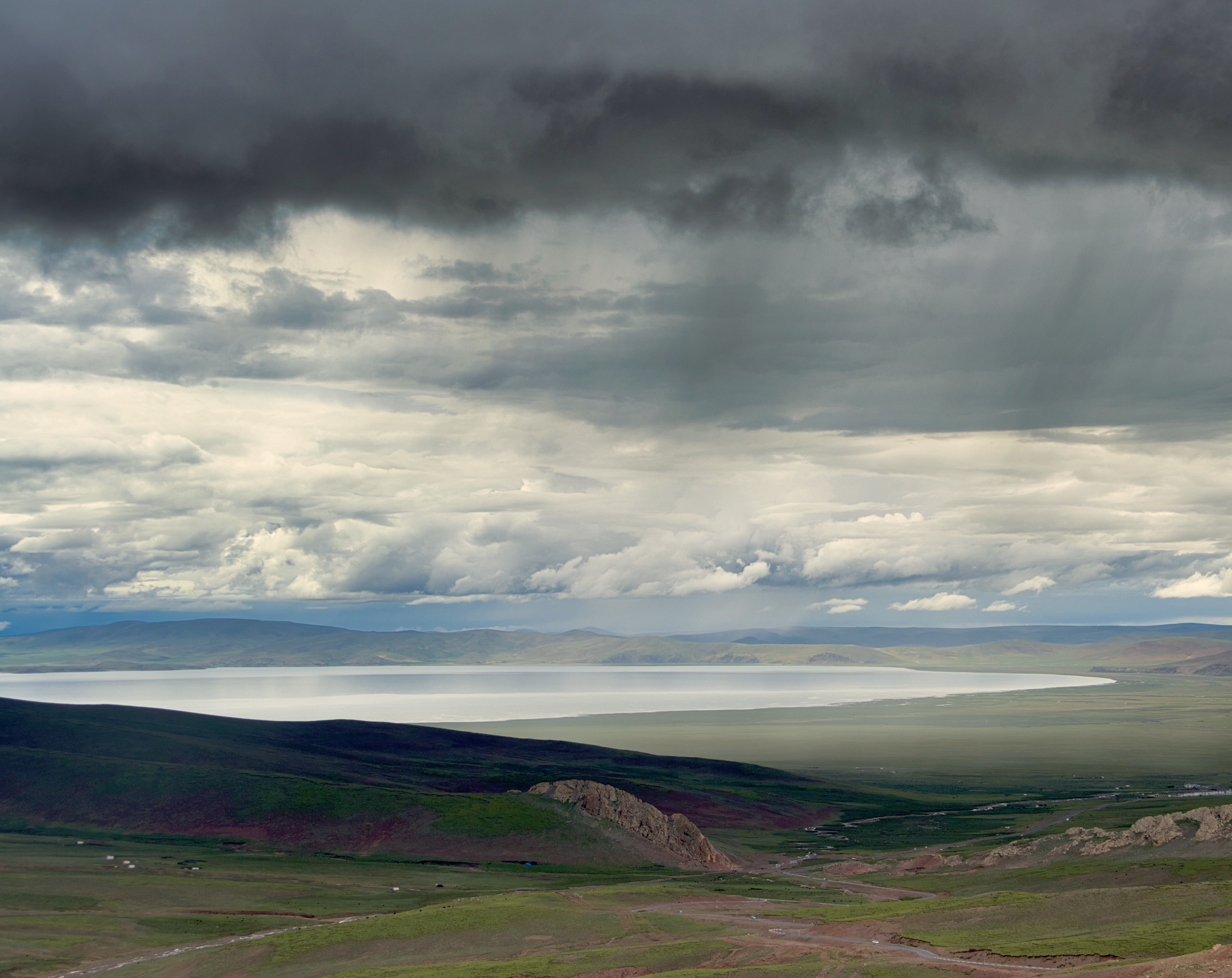
Вид на озеро Намцо з перевалу Лакен-Ла

Альпійські чагарники та луки Тибету (ідентифікатор WWF: PA1020) — палеарктичний екорегіон гірських луків та чагарників, розташований в центральній частині Тибетського нагір'я в Китаї.

## Географія
Екорегіон альпійських чагарників та луків Тибету простягається на 1500 км через центральну частину Тибетського плато від долини Ярлунг-Цангпо (Брахмапутри) поблизу Лхаси на північний схід до гір Наньшань у східному Цинхаї. Тут розташовані численні озера, найбільшим з яких є озеро Намцо, а також беруть свій початок річки Хуанхе, Янцзи, Меконг та Салуїн. Широкі долини цих найбільших річок Китаю, розташовані на висоті 4000-4500 м над рівнем моря, розділені горами, вершини яких розташовані на висоті понад 5000 м над рівнем моря. На відміну від Західного Тибету, річки якого належать до безстічних басейнів, річки екорегіону стікають до Індійського та Тихого океанів, що дозволяє ерозії формувати більш складний рельєф.
Загалом територія екорегіону є перехідною між більш сухими альпійськими степами Центрального Тибету, поширеними на захід від нього, та більш вологими чагарниками та луками Південно-Східного Тибету, поширеними на схід від нього. На південь від екорегіону поширені сухі степи Ярлунг-Цангпо.

## Клімат
В горах та на відкритих плато екорегіону переважає альпійський клімат (ET за класифікацією кліматів Кеппена), а в захищених річкових долинах — субарктичний клімат (Dwc за класифікацією Кеппена) або вологий континентальний клімат (Dwb за класифікацією Кеппена). Середньорічна температура коливається від -3 °C до 0 °C, а середня температура найтеплішої частини року становить лише 8-10 °C, що недостатньо для підтримування лісів. Середньорічна кількість опадів коливається від 400 до 500 мм. Західні вітри підтримують континентальність клімату та послаблюють південноазійські літні мусони.

## Флора
В межах екорегіону зустрічаються різноманітні рослинні угруповання, розподіл яких залежить від клімату, рельєфу та висоти над рівнем моря.
На мезофільних альпійських луках, які в регіоні зустрічаються рідше, ніж у Східному Тибеті, однак залишаються досить поширеними, переважають різні види осоки та різнотрав'я. Серед поширених на цих луках рослин слід відзначити карликову кобрезію (Kobresia pygmaea), низьку кобрезію (Kobresia humilis), почорнілу осоку (Carex atrata), великолистий змійник (Bistorta macrophylla), альпійську рутвицю (Thalictrum alpinum), здерев'янілий анафаліс (Anaphalis xylorhiza), маленьку білотку (Leontopodium pusillum), колючий блакитний мак (Meconopsis horridula), а також різні види перстача (Potentilla spp.), шолудивника (Pedicularis spp.) та тирлича (Gentiana spp.). Луки регіону впродовж історії використовувалися як пасовища напівкочовими скотарями.
На південних схилах, де сніг дуже швидко тане під яскравими сонячними променями, а ніжним брунькам загрожують холодні, сухі вітри, поширені альпійські осокові луки. На захищених північних схилах зустрічаються зарості вічнозелених чагарників, зокрема щетинястих рододендронів (Rhododendron setosum), головчатих рододендронів (Rhododendron cephalanthum) та різних видів яловців (Juniperus spp.). На дні долин, на стабільних, добре дренованих ґрунтах ростуть листяні чагарники, зокрема чагарниковий перстач (Dasiphora fruticosa), гриваста карагана (Caragana jubata) та верба (Salix spp).
В екорегіоні спостерігається висотна поясність. На нижніх схилах гір, особливо на північних схилах, переважають чагарники. На більш сухих високогір'ях поширені кобрезієві луки, а серед скель зустрічаються подушкоподібні рослини, зокрема мохоподібна піщанка (Arenaria musciformis) та подушковий переломник (Androsace tapete). У субнівальній зоні на висоті понад 5000 м над рівнем моря переважають позбавлені рослинності гравійні ділянки.

## Фауна
На луках регіону пасеться багато копитних ссавців, характерних як для Східного, так і для Західного Тибету. Серед цих тварин слід відзначити біломордого оленя (Cervus albirostris), тибетського дзерена (Procapra picticaudata), тибетську чіру (Pantholops hodgsonii), блакитного нахура або бхарала (Pseudois nayaur), архара (Ovis ammon hodgsoni), рудочереву кабаргу (Moschus chrysogaster) та кіанга (Equus kiang). Серед хижих ссавців, що зустрічаються в екорегіоні, слід відзначити тибетського бурого ведмедя (Ursus arctos pruinosus), тибетського вовка (Canis lupus chanco), звичайну лисицю (Vulpes vulpes), тибетську лисицю (Vulpes ferrilata), манула (Otocolobus manul), китайського кота (Felis bieti), тибетську рись (Lynx lynx isabellinus) та снігового барса (Panthera uncia). Також в регіоні зустрічаються численні дрібні ссавці, зокрема гімалайські бабаки (Marmota himalayana), тибетські полівки (Neodon leucurus), кучеряві зайці (Lepus oiostolus), чорногубі пискухи (Ochotona curzoniae), довговухі пискухи (Ochotona macrotis), тибетські пискухи (Ochotona thibetana) та алтайські мустели (Mustela altaica).
Серед поширених в екорегіоні птахів слід відзначити тибетського улара (Tetraogallus tibetanus), кремовогорлого кеклика (Alectoris chukar), тибетську куріпку (Perdix hodgsoniae), скельного голуба (Columba rupestris), білоспинного голуба (Columba leuconota), тибетську саджу (Syrrhaptes tibetanus), клушицю (Pyrrhocorax pyrrhocorax), звичайного крука (Corvus corax), пустельну кам'янку (Oenanthe deserti), тонкодзьобого жайворонка (Calandrella acutirostris), довгодзьобого жайворонка (Melanocorypha maxima), тибетського дрозда (Turdus maximus), біловусого соловейка (Calliope tschebaiewi), червоногорлу чечевицю (Carpodacus puniceus), тибетську чечевицю (Carpodacus roborowskii), високогірну чечевицю (Carpodacus rubicilloides) та арчевого катуньчика (Leucosticte nemoricola). На берегах водойм регіону зустрічаються серподзьоби (Ibidorhyncha struthersii), монгольські пісочники (Charadrius mongolus), чорношиї журавлі (Grus nigricollis) та гірські гуски (Anser indicus). Серед хижих птахів регіону слід відзначити палеарктичного пугача (Bubo bubo), монгольського канюка (Buteo hemilasius), ягнятника (Gypaetus barbatus), кумая (Gyps himalayensis) та чорного грифа (Aegypius monachus).

## Збереження
Оцінка 2017 року показала, що 161 271 км², або 59 % екорегіону, є заповідними територіями. Природоохоронні території включають: Національний природний заповідник Чангтан, третій за площею природний заповідник у світі, Національний природний заповідник Санцзяньюань та Природний заповідник Сіцзан-Намцо.